# Makroamylazemia
Makroamylazemia – zjawisko występowania w surowicy makroamylazy, czyli dużych kompleksów amylazy, powstających na skutek połączenia polimeryzacji cząsteczek tego enzymu lub łączenia amylazy z przeciwciałami w kompleksy immunologiczne. Na makroamylazemię wskazuje wysoka aktywność amylazy w surowicy i niska w moczu, przy prawidłowej wydolności nerek i prawidłowej aktywności lipazy, czym różni się ona od hyperamylazemii, wynikającej z nieprawidłowego funkcjonowania nerek, a nie z tworzenia kompleksów immunologicznych, które są zbyt duże do odfiltrowania. Diagnozowanie makroamylazemii wymaga oznaczenia masy cząsteczkowej amylazy zawartej w surowicy, zastosowania metod immunologicznych lub porównania stężenia amylazy w moczu i surowicy.

Przeczytaj ostrzeżenie dotyczące informacji medycznych i pokrewnych zamieszczonych w Wikipedii.